# Pampa (Teksas)
Pampa je grad u američkoj saveznoj državi Teksas. Prema popisu stanovništva iz 2010. u njemu je živjelo 17.994 stanovnika.